# 가와이촌 (오카야마현)
가와이촌(河会村)은 오카야마현 아이다군에 있던 촌이다. 현재의 미마사카시에 해당한다.

## 역사
- 1889년 6월 1일 - 정촌제 시행에 수반해 아이다군 가와이촌이 발족하였다.
- 1954년 7월 1일 - 후쿠모토과 합병해 아이다정이 되었다.

## 참고문헌
- 和泉橋警察署 『新旧対照市町村一覧』第2冊（東京 ： 加藤孫次郎、1889（明22））
- 地名編纂委員会 『角川日本地名大辞典33 岡山県』（角川学芸出版、1989、ISBN 4040013301）